# Caladenia crebra
Caladenia crebra är en orkidéart som beskrevs av Alexander Segger George. Caladenia crebra ingår i släktet Caladenia och familjen orkidéer. Inga underarter finns listade i Catalogue of Life.